# Shorea albida
Shorea albida är en tvåhjärtbladig växtart som beskrevs av Symington och A. V. Thomas. Shorea albida ingår i släktet Shorea och familjen Dipterocarpaceae. Inga underarter finns listade i Catalogue of Life.